# Maksymilian Wudkiewicz
Maksymilian Jan Wudkiewicz (ur. 28 stycznia 1892 we Lwowie bądź w 1893, zm. 22 lutego 1919 pod Wołczuchami) – polski lekkoatleta, chodziarz i długodystansowiec, podporucznik Wojska Polskiego.

## Życiorys

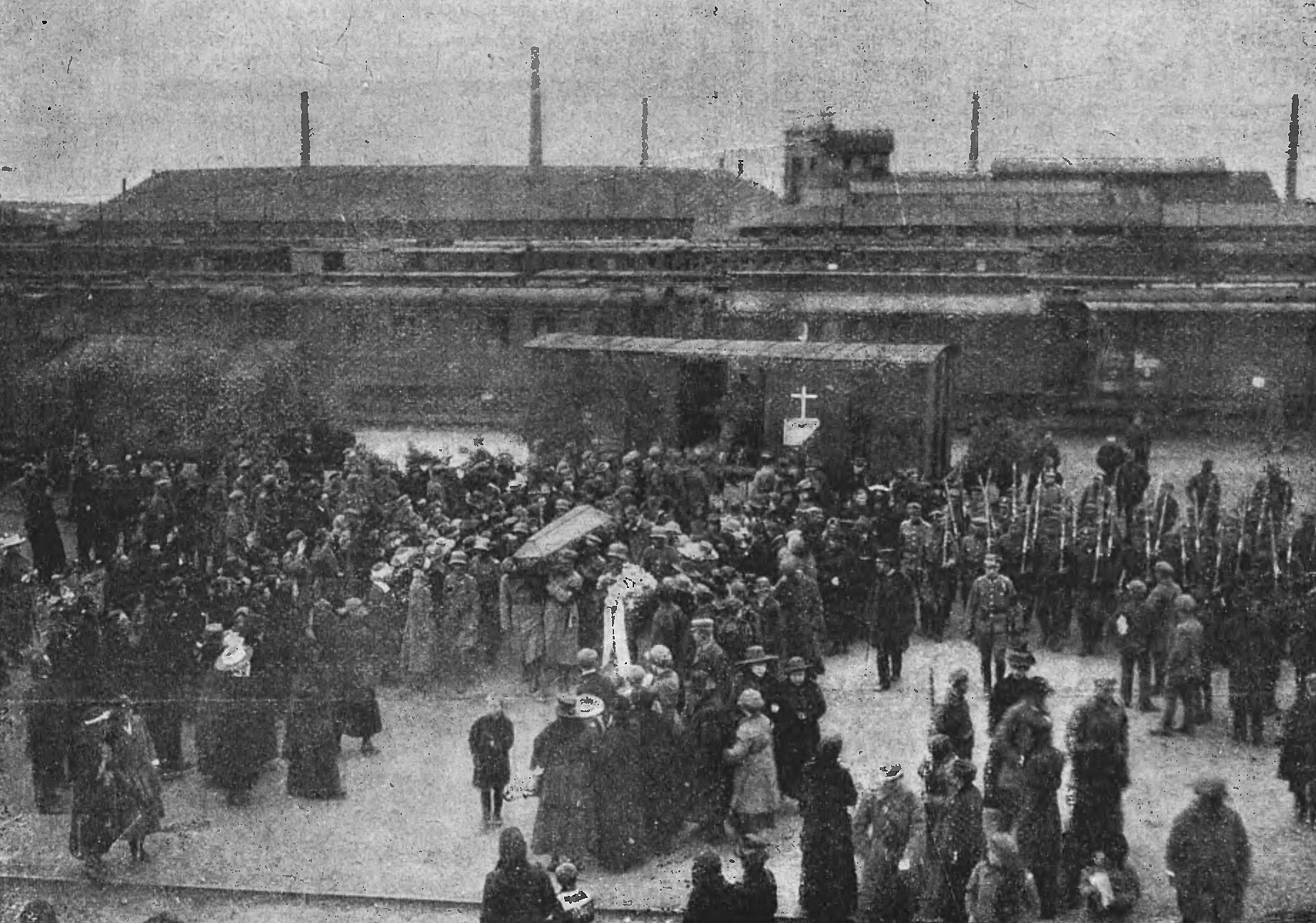
Pogrzeb Maksymiliana Wudkiewicza

Maksymilian Jan Wudkiewicz urodził się 28 stycznia 1892. Był synem Andrzej i Marii z domu Damm, bratem Antoniego (1896-1968, kolejarz). Kształcił się w C.K. II Szkole Realnej we Lwowie, gdzie w 1911 ukończył VII klasę i zdał egzamin dojrzałości.
Został sportowcem lekkoatletą, specjalizował się w chodzie. Był zawodnikiem Czarnych Lwów, do 1914 rekordzistą Europy w chodzie na 5000 metrów, wielokrotnym rekordzistą Austrii i Polski w chodzie. Zdobywał złote medale w chodzie na mistrzostwach Austrii: w 1913 na dystansie 5000 metrów (czas 26:09,2; rekord), w 1914 na dystansie 10 000 metrów (53:07,5).
Był studentem czwartego roku architektury na Politechnice Lwowskiej. W 1914 został powołany do c. k. Obrony Krajowej, podczas I wojny światowej walczył na froncie austriacko-włoskim oraz austriacko-francuskim. Został awansowany na stopień podporucznika rezerwy ze starszeństwem z dniem 1 listopada 1917. Jego oddziałem macierzystym był Pułk Strzelców Nr 23.
Po zakończeniu wojny powrócił do Lwowa. Wstąpił do Wojska Polskiego i wziął udział w obronie Lwowa podczas wojny polsko-ukraińskiej. W stopniu podporucznika został oficerem oddziału szturmowego i komendantem był komendantem pociągu pancernego PP-3., określanego jako „Pepetrójka” (później przemianowany na „Podpułkownik Lis-Kula”). Poległ 22 lutego 1919 w bitwie pod Wołczuchami. Wobec konieczności oddalenia się polskiej załogi z miejsca walk, ciało Wudkiewicza został pochowane na miejscu przez Ukraińców. Ekshumacja zwłok ppor. Wudkiewicza (oraz poległych szeregowców Stefana Pasionca i Jana Zięby) została przeprowadzona 14 maja 1919 w Wołczuchach. Szczątki trzech żołnierzy zostały przewiezione do Lwowa, gdzie sprzed dworca kolejowego po południu 15 maja 1919 odbyły się uroczystości żałobne przy licznym udziale uczestników, w tym żołnierzy i kapeli 3 Pułku Strzelców Lwowskich, po czym zostały pochowane na Cmentarzu Obrońców Lwowa (kwatera XIV, miejsce 985).

## Rekordy życiowe
W latach 20. i 30. niepodległej II Rzeczypospolitej pozostawał rekordzistą Polski w chodzie na kilku dystansach (podany w przypisie czas publikacji źródła jest równoznaczny z utrzymywaniem się rekordu M. Wudkiewicza).
| Konkurencja               | Data, miejsce         | Wynik   |
| ------------------------- | --------------------- | ------- |
| chód na 1 kilometr        | 1914                  | 4:40    |
| chód na 2 kilometry       | 1913                  | 9:56    |
| chód na 3 kilometry       | 5 sierpnia 1914, Lwów | 14:24,6 |
| chód na 4 kilometry       | 1913                  | 21:00,5 |
| chód na 5 kilometrów      | 30 maja 1914, Lwów    | 25:28,6 |
| chód na 5 mil angielskich | 1914                  | 41:58   |
| chód na 9 kilometrów      | 1914                  | 42:20   |
| chód na 10 kilometrów     | 30 maja 1914, Lwów    | 52:30,8 |

## Upamiętnienie
- Towarzysz Wudkiewicza z załogi „Pepetrójki” i świadek jego śmierci Zbigniew Orwicz swoje wspomnienia zatytułowane Wołczuchy (wypad lwowskiego pociągu pancernego „Pepetrójka” W. P.) opatrzył dedykacją „Cieniom przyjaciela ppor. Maksymiliana Wudkiewicza poświęcam”[18].
- W 1919 klub Czarni Lwów zorganizował memoriał poległych w tym roku Kaweckiego (lekkoatleta długodystansowiec i biegacz narciarski[38]) i Wudkiewicza[39]. Na walnym zgromadzeniu I LKS Czarni Lwów w dniu 28 lutego 1929 zatwierdzono organizację trzech memoriałów upamiętniających poległych sportowców klubu: Józefa Kaweckiego, Maksymiliana Wudkiewicza i Władysława Steinhausa[40]. 23 stycznia 1922 memoriał ś.p. Kaweckiego-Wudkiewicza o nagrodę honorową w ramach Międzyklubowych zawodów Sekcji Narciarskiej „Czarni” został rozegrany w biegu narciarskim na ok. 8 km w Sławsku[41][42].
- Władze Politechniki Lwowskiej zaplanowały na październik 1923 odsłonięcie tablicy pamiątkowej z nazwiskami studentów uczelni poległych w walkach o niepodległość 1918–1921; wśród upamiętnionych był Maksymilian Wudkiewicz[43].